# 李高 (东晋)
李高（？—370年），隴西郡人，东晋十六国時代蜀中起事首領。
李高自称自己是成漢初代皇帝李雄的儿子，聚众起事。率军攻打涪城，最后将涪城攻下，梁州刺史楊亮棄郡逃走。
东晋太和五年（370年）九月，犍為郡太守周楚派遣儿子周瓊討伐李高。李高迎击结果战敗，李高之乱被平定。